# 威斯特彗星
威斯特彗星（Comet West、C/1975 V1）為一顆非週期彗星，被認為是20世紀最漂亮的彗星之一。歐洲南天天文台的丹麥天文學家理察·馬丁·威斯特（Richard M. West）於1975年11月5日在經過曝光後的底片上首度發現威斯特彗星，後來又於1976年8月所攝得的底片上發現了它的蹤跡。威斯特彗星有時也被稱為大彗星。

## 發現
歐洲南天天文台的丹麥天文學家理察·馬丁·威斯特（Richard M. West）於1975年8月10日在經過曝光後的底片上首度發現威斯特彗星。該彗星1976年2月25日通過近日點（最接近太陽的位置）。彗星通過近日點時，與太陽的距離為6.4°，因此在太陽散射光的影像下，威斯特彗星亮度（視星等）達到-3。從2月25日至27日為止，天文觀測者報告說這顆彗星非常明亮，足以在日光的影響下進行研究。威斯特彗星的彗尾呈現扇形，其中帶著淡紅色的塵埃尾長度達到30－35°。1976年4月中旬後，人們無法再以肉眼觀測到威斯特彗星。
儘管威斯特彗星擁有壯麗的外觀，但是彗星並未受到大部分大眾傳播媒體注意。部分因素是1973年接近地球的科胡特克彗星所導致的，當時該彗星已被廣泛預測將會非常明亮，但是最後並未成真。所以科學家對於儘管威斯特彗星的預測較為保守，所以並未引起公眾的注意。

## 週期
威斯特彗星的公轉週期接近拋物線，這顆彗星的公轉週期估計介於254,000至558,000年之間，甚至也有6,500,000年的數字。天文學家計算這顆長期週期彗星公轉軌道並不容易，因為它的彗核曾經分裂過，可能引起公轉的軌道產生非引力造成的攝動。根據2008年史密松天體物理台的彗星軌道目錄對威斯特彗星和威斯特彗星-A分別進行195次觀測紀錄與135次觀測紀錄，總和為330次（218次觀測紀錄較佳）。C/1999 F1彗星也有類似的公轉軌道。

## 解體
威斯特彗星於通過近日點之前，天文學家使用28個地區獲得的觀測數據（從1975年8月10日至1976年1月27日為止），該彗星的軌道週期估計約為254,000年。由於彗星在距離太陽3000萬公里的地方通過，所以天文學家觀察到彗核分裂成四個部分。
第一份彗核分裂的報告出現於1976年3月7日12:30UT，當時該彗星已分裂成兩個部分。天文學家史蒂芬·歐米拉（Steven O'Meara）使用9英寸的哈佛折射望遠鏡觀測彗星後，報告說另外兩個彗核3月18日上午形成了。
這些彗核的碎片在當時是極少數被觀察到彗星發生分裂的案例，之前最顯著的例子則是1882年大彗星。1882年大彗星是克魯茲族彗星的成員之一。最近，施瓦斯曼·瓦茨曼3號彗星、C/1999 S4和杜托伊特-諾伊明-德爾波特彗星（57/P du Toit-Neujmin-Delporte）都已經被觀察到彗核於通過太陽的過程中分裂。
自2003年之后，威斯特彗星距離太陽已經超過50个天文單位。

## 外部連結
- （英文） Cometography.com: Comet West （页面存档备份，存于）
- （英文） Comet West: The Great Comet of 1976
- （英文） Memorable Comets <The Great Comet West> （页面存档备份，存于）